# Stora Hammar-Varö-Lillö
Stora Hammar-Varö-Lillö este o arie protejată (arie specială de conservare — SAC, sit de importanță comunitară — SCI) din Suedia întinsă pe o suprafață de 486,4 ha, integral pe uscat.

## Localizare
Centrul sitului Stora Hammar-Varö-Lillö este situat la coordonatele 56°08′36″N 15°47′53″E / 56.1433°N 15.7981°E.

## Înființare
Situl Stora Hammar-Varö-Lillö a fost declarat sit de importanță comunitară în iulie 2000 pentru a proteja un număr necunoscut de specii din flora spontană și fauna sălbatică aflate în arealul zonei. Situl a fost protejat și ca arie specială de conservare în martie 2011.

## Biodiversitate
Situată în ecoregiunile continentală și marină baltică, aria protejată conține 8 habitate naturale: Golfuri mici largi și golfuri puțin adânci, Pajiști fino-scandinave uscate până la mezice, bogate în specii de altitudine mică, Insulițe și insule mici din Baltica boreală, Formațiuni de Juniperus communis pe lande sau pajiști calcaroase, Pășuni din zone de pădure fino-scandinave, Pășuni de coastă din Baltica boreală, Lagune de coastă, Roci stâncoase cu vegetație pionieră de Sedo-Scleranthion sau Sedo albi-Veronicion dillenii.
La baza desemnării sitului se află un număr nedeclarat de specii protejate.